# Elsa de Württemberg
Elsa Matilde Maria de Württemberg (Estugarda, 1 de março de 1876 - Pfaffstätt, 27 de maio de 1936) foi uma filha do duque Eugénio de Württemberg e da grã-duquesa Vera Constantinovna da Rússia. Tinha uma irmã gêmea, a duquesa Olga de Württemberg. Casou-se com o príncipe Alberto de Eschaumburgo-Lipa.

## Primeiros anos e família
A duquesa Elsa nasceu em Estugarda, no Reino de Württemberg, a mais velha das duas filhas gêmeas do duque Eugénio de Württemberg, filho do duque Eugénio Guilherme de Württemberg e da princesa Matilde de Eschaumburgo-Lipa, e da sua esposa, a grã-duquesa Vera Constantinovna da Rússia, filha do grão-duque Constantino Nikolaevich da Rússia e da princesa Alexandra  Iosifovna.

## Noivado falhado
A 28 de janeiro de 1895, foi publicada uma circular da corte que dizia o seguinte: Fomos informados que tinha sido arranjado um casamento entre Sua Alteza Real, o príncipe Alfredo de Saxe-Coburgo-Gota, único filho varão do duque e da duquesa de Saxe-Coburgo-Gota e neto de Sua Majestade, e Sua Alteza Real, a duquesa Elsa Matilde Maria, gêmea mais velha do falecido duque Eugénio de Württemberg e da sua esposa, a grã-duquesa Vera da Rússia. O casamento nunca se realizou.

## Casamento e descendência
A 6 de maio de 1897, Elsa casou-se em Estugarda com o príncipe Alberto de Eschaumburgo-Lipa, filho do príncipe Guilherme, Conde de Eschaumburgo-Lipa e da princesa Batilde de Anhalt-Dessau. O casal teve quatro filhos:
1. Max de Eschaumburgo-Lipa (28 de março de 1898 – 4 de fevereiro de 1974), casado com Helga Lee Roderbourg, sem descendência.
2. Francisco José de Eschaumburgo-Lipa (1 de setembro de 1899 – 7 de julho de 1963), casado com Maria Theresia Peschel, sem descendência.
3. Alexandre de Eschaumburgo-Lipa (20 de janeiro de 1901 – 26 de novembro de 1923), sem descendência.
4. Batilde de Eschaumburgo-Lipa (11 de novembro de 1903 – 29 de junho de 1983), casada com o príncipe Walrad de Eschaumburgo-Lipa, com descendência.

## Genealogia
| Elsa de Württemberg | Pai: Eugénio de Württemberg        | Avô paterno: Eugénio Guilherme de Württemberg  | Bisavô paterno: Eugénio de Württemberg                         |
| Elsa de Württemberg | Pai: Eugénio de Württemberg        | Avô paterno: Eugénio Guilherme de Württemberg  | Bisavó paterna: Matilde de Waldeck e Pyrmont                   |
| Elsa de Württemberg | Pai: Eugénio de Württemberg        | Avó paterna: Matilde de Eschaumburgo-Lipa      | Bisavô paterno: Jorge Guilherme, Príncipe de Eschaumburgo-Lipa |
| Elsa de Württemberg | Pai: Eugénio de Württemberg        | Avó paterna: Matilde de Eschaumburgo-Lipa      | Bisavó paterna: Ida de Waldeck e Pyrmont                       |
| Elsa de Württemberg | Mãe: Vera Constantinovna da Rússia | Avô materno: Constantino Nikolaevich da Rússia | Bisavô materno: Nicolau I da Rússia                            |
| Elsa de Württemberg | Mãe: Vera Constantinovna da Rússia | Avô materno: Constantino Nikolaevich da Rússia | Bisavó materna: Alexandra Feodorovna (Carlota da Prússia)      |
| Elsa de Württemberg | Mãe: Vera Constantinovna da Rússia | Avó materna: Alexandra Iosifovna               | Bisavô materno: José de Saxe-Altemburgo                        |
| Elsa de Württemberg | Mãe: Vera Constantinovna da Rússia | Avó materna: Alexandra Iosifovna               | Bisavó materna: Amélia de Württemberg                          |